# Pistius
Genre
Pistius est un genre d'araignées aranéomorphes de la famille des Thomisidae.

## Distribution
Les espèces de ce genre se rencontrent en écozone paléarctique et en Inde.

## Liste des espèces
Selon World Spider Catalog (version 25.5, 25/07/2024) :
- Pistius kalimpus Tikader, 1970
- Pistius kanikae Basu, 1964
- Pistius rotundus Tang & Li, 2010
- Pistius tikaderi Kumari & Mittal, 1999
- Pistius truncatus (Pallas, 1772)
- Pistius undulatus Karsch, 1879
- Pistius wulingensis Tian, Zhou & Peng, 2018

## Systématique et taxinomie
Ce genre a été décrit par Simon en 1875 dans les Thomisidae.

## Publication originale
- Simon, 1875 : Les arachnides de France. Paris, vol. 2, p. 1-350.